# Acanthametropus nikolskyi
Espèce
Synonymes
- Isonychia polita Bajkova, 1970

Acanthametropus nikolsky est une espèce d'insectes appartenant à l'ordre des éphéméroptères.

## Répartition géographique
Cette espèce se rencontre en Europe et au nord de l'Asie excepté la Chine

## Référence
- Tshernova, 1948 : O novom rode i vide podenok iz basseina Amura (Ephemeroptera, Ametropodidiae - On a new genus and species of mayfly from the Amur Basin (Ephemeroptera, Ametropodidae) Dokladi Akademii Nauk USSR, vol. 60, n. 8, p. 1453-1455.